# Aroegas fuscus
Aroegas fuscus is een rechtvleugelig insect uit de familie sabelsprinkhanen (Tettigoniidae). De wetenschappelijke naam van deze soort is voor het eerst geldig gepubliceerd in 1996 door Naskrecki.
1. ↑  (en) Aroegas fuscus op de IUCN Red List of Threatened Species.